# Stamboul Quest
Stamboul Quest és una pel·lícula estatunidenca dirigida per Sam Wood, estrenada el 1934.

## Argument
Basada en la història de Fraulein Doktor, que va inspirar més d'una pel·lícula als anys 30, aquesta cinta d'espies està situada al Berlín de 1915. Allà els serveis secrets alemanys, dirigits per Von Sturm, sospiten que un home dels seus aliats turcs està espiant per als britànics. Així que encarreguen a la seva espia Fräulein Doktor que esbrini el que passa. Aquesta dona portarà males notícies, com que la cèlebre Mata Hari no és de confiança. Gràcies al seu treball, destapen un agent britànic, però en canvi hi ha dubtes sobre George Brent, un ciutadà americà, que Fräulein Doktor haurà d'aclarir. Però no explica que, com la seva col·lega Mata Hari, pot acabar enamorant-se.

## Repartiment
- Myrna Loy: Annemarie, Fräulein Doktor i Helena Bohlen
- George Brent: Douglas Beall
- Lionel Atwill: von Sturm
- C. Henry Gordon: Ali Bey
- Rudolph Anders: Karl
- Mischa Auer: Ameel Roberts